# 소비에트 제국

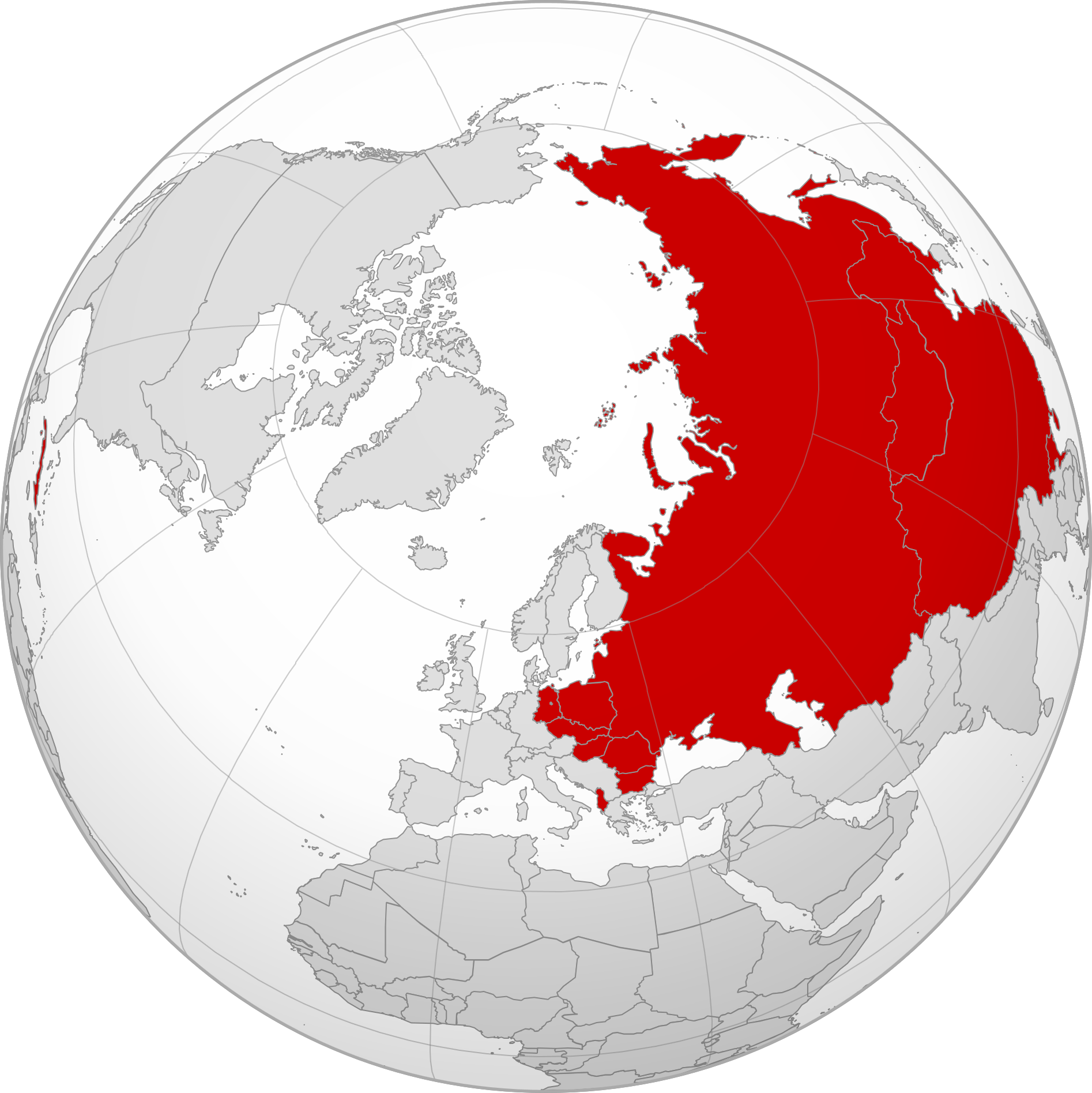
소련과 그 괴뢰국, 위성국 및 동맹의 영토

소비에트 제국(Soviet empire)은 두 가지 의미를 가진 포괄적 용어이다. 좁은 의미의 소비에트 제국은 소비에트 연방 자체가 실제로 식민 제국이었다는 서구 크렘린학 견해를 표현한다. 이 해석의 시작은 전통적으로 Richard Pipes의 저서 The Formation of the Soviet Union (1954)에 기인한다. 넓은 의미에서 소비에트 제국은 냉전 기간 동안 국가의 제국주의적 외교 정책을 의미한다. 소비에트 제국의 구성국은 별도의 정부가 있는 공식적으로 독립된 국가였지만, 구성국들의 자치권은 소비에트 연방이 결정하고 바르샤바 조약기구의 개입 위협에 의해 제한되었다. 이러한 상황에 처한 국가를 종종 위성국이라 한다. 마찬가지로 소련 해체 이후의 국가와 이전에 소련과 동맹을 맺은 국가들은 계속해서 관계를 개선하고 있다.

## 특징

소련의 국기

비록 소련이 황제에 의해 통치되지 않았고 스스로를 반제국주의와 인민 민주주의라고 선언했지만 비평가들은  그것이 역사적인 제국 공통된 경향을 보여 주었다고 주장한다. 일부 학자들은 소비에트 연방이 다국적 제국과 국민국가 모두에 공통된 요소를 포함하는 혼성체라고 주장한다.  소련은 다른 제국 세력과 마찬가지로 식민주의를 실천했다는 주장도 있다. 마오주의자들은 소비에트 연방이 "사회주의적 외관을 가진 제국주의 세력 이되었다"고 주장했다. 소련 제국주의의 다른 부분은 문화제국주의이다. 소비에트의 문화 제국주의적 정책은 지역 전통을 파괴하면서 문화와 교육의 소비에트화를 암시했다.
이러한 역사는 러시아 (소련을 이끌었던 국가)와 동유럽 국가간의 관계에서, 동유럽 국가가 소비에트 문화의 잔재를 없애고자 하는 것을 이해하는데 도움이된다. 폴란드와 발트국가들은 그들국가의 문화와 정치 시스템을 획일화하려는 소련의 시도를 보여주는 사례이다. Noren에 따르면 러시아는 적대적인관계인 서유럽 국가들의 잠재적인 위협으로부터 스스로를 보호하기 위해 자신과 서유럽 사이에 완충 지대를 구성하고 강화하려고 했다. 소련의 15개 사회주의 공화국들은 제2차 세계 대전 동안 2천 6백만에서 2천 7백만명의 인명피해가 발생했다. 이를 기억한 소비에트 연방은 목표 국가와 소련 사이에 종속적인 관계를 구축하기 위해 영향력을 확대해야했다. 그것은 경제적 정실주의를 통해서 이루어 낼 수 있었다.
소비에트의 영향력이 " 사회주의 국가 "에 침투하는 것은 경제적 이득을 위한 것이 었다기 보다는 정치적, 이념적인 이유에서였다. 소비에트 연방은 영향력을 확보하기 위해 엄청난 양의 "국제적 지원"을 쏟았다. 결국 그 엄청난 지원은 소련의 경제에 해를 끼쳤다. 소련이 추구하고자했던 정치적 영향력은 서방 국가들의 공격에서 소련 영향력하에 있는 국가들을 집결시키고 나중에  소비에트를 지원하는 것이었다. 소련이 해체 된후 러시아는 자신을 소련의후계자로 선언하고 1,400억 달러의 소련 자산을 해외에서 자신의 것이라 주장하면서 1,300억 달러의 소련 외채를 인정했다.
이것은 경제적 이득이 위성국에 영향력을 전파하려는 소련의 침략주의적 행보에 중요한 이유가 아니었다는 것을의미하지 않는다. 새로운 위성국들은  소련 재정의 증가를 보장한다 우리가 이론적 공산주의 이념을 따른다면, 이러한 확장적 정책은 부의 재분배 과정을 통해 모든 소련 인민들의 삶에 기여할 것이다.
러시아 소비에트 연방 사회주의 공화국의 관료들은 이 경제적 기회와 더불어 그들 국가에서 많은 사람들이 이주할 것이라는 가능성을 보았다.  그들은 동유럽 국가에 훌륭한 인재들이 있다는 것을 알고 있었다. 소련의 관료들은 열심히 일하고 성공하라며 그들을 환영했다. 이러한 정책은 19세기 미국의 능력주의적 외교 정책에서 벤치마킹하였다.

빨간색은 소련, 연분홍색주은 소련의 위성국이다. 1948년까지 소련의 동맹국이었던 유고 슬라비아는 자주색으로 표시되어 있다. 그리고 1960년대 중소 분쟁 이후 소련과의 동맹이 파기된 알바니아는 주황색으로 표시됐다.

## 위성국

### 바르샤바 조약기구
위의 국가는 소련의 가장 가까운 동맹국이었으며 1949년에 설립된 소련 주도의 경제 공동체인 코메콘과 때때로 영어로 동부 블록이라고 불리며 소련의 위성 국가로 간주되는 바르샤바 조약의 회원이었다. 이 국가들은 소련군이 점령했거나 점령한적이 있다. 정치, 군사, 대외 및 국내 정책은 소련이 결정했다. 소비에트 제국은 다음 국가를 포함하는 것으로 간주된다.
- 알바니아 사회주의 인민공화국( 1946-1961)
- 불가리아 인민공화국(1946-1990)
- 체고슬로바키아 사회주의 공화국(1948-1990)
- 독일 민주 공화국(1949-1990)
- 헝가리 인민 공화국(1949-1989)
- 폴란드 인민 공화국(1947-1989)
- 루마니아 사회주의 공화국(1947-1968)

유엔 안전보장이사회의 소련외에 소련은 유엔 총회에 두개의 공화국을 보유하고 있었다.
- 불가리아 인민공화국
- 우크라이나 소비에트 사회주의 공화국

### 기타 마르크스-레닌주의 국가 동맹
이 국가들은 소련과 동맹을 맺은 마르크스-레닌주의 국가였지만 바르샤바 조약기구의 일부는 아니었다.
- 아프가니스탄 민주공화국 (1978-1991)
- 앙골라 인민공화국 (1945-1991)
- 배냉 인민공화국 (1975-1990)
- 중화인민공화국 (1949-1961)
- 콩고 인민공화국 (1969-1991)
- 쿠바 (1959-1991)
- 에티오피아 사회주의 임시 군정, 에티오피아 인민 민주공화국 (1974-1991)
- 캄푸치아 인민공화국 (1979-1989)
- 그레나다 인민혁명정부 (1979-1983)
- 조선민주주의인민공화국 (1948-1991)
- 라오스 인민민주공화국 (1975-1983)
- 몽골 인민공화국 (1924-1991)
- 모잠비크 인민공화국 (1975-1990)
- 소말리아 민주공화국 (1969-1977)
- 투바 인민공화국 (1921-1944)
- 베트남민주공화국 (1945-1976), 베트남사회주의공화국 (1976, 1991)
- 유고슬라비아 인민 공화국 연방 (1945-1948)
- 예멘 인민 민주 공화국 (1967-1990)

### 소련과 동맹을 맺은 비 마르크스-레닌주의 국가들

빨간색은 공산주의 정부가 집권한 국가, 소련은 한때 주황색으로 사회주의로 이동한다고 믿었고,노란색으로 표시된 다른 국가들은 사회주의 국가로 이동 한다고 믿었다. (밝은 빨간색 국가 모두가 소련 동맹국으로 남아 있지는 않음).

제 3세계의 일부 국가는 냉전 기간 동안 친 소련 정부가있었다. 이들은 대부분 동유럽에 위치했지만 쿠바와 베트남도 포함하는 선진화 된 "  현실사회주의 국가"와는 반대로 " 사회주의 발전의 길을 따라 움직이는 국가 "였다. 그들은 소련으로부터 군사적이든 경제적 이든 어느 정도의 원조를 받았으며 그 영향을 받았다. 때로는 소련에 대한 그들의 지원이 여러 이유로 중단되고 어떤 경우에는 친소련 정부가 권력을 잃고 다른 경우에는 같은 정부가 권력을 유지했지만 궁극적으로 소련과의 동맹을 종료하기도 했다.
- 알제리 (1962–1990)
- 방글라데시 인민공화국 (1971–1975)
- 부르키나파소 (1983–1987)
- 버마  (1962–1988)
- 카포베르데 (1975–1990)
- 칠레(1970–1973)
- 이집트 (1954–1973)
- 가나 (1964–1966)
- 기아나 (1960–1978)
- 기니비사우 (1973–1991)
- 적도 기니 (1968–1979)
- 인도 (1971–1989)
- 인도네시아 (1959–1965)
- 이라크 (1958–1963; 1968–1991)
- 리비아 (1969–1991)
- 마다가스카르 민주공화국(1972–1991)
- 말리 (1960–1968)
- 니카과라 (1979–1990)
- 페루 (1968–1975)
- 상토메 프린시페 (1975–1991)
- 세이셸 (1977–1991)
- 소말리아 민주공화국 (1969–1977)
- 수단 (1968–1972)
- 시리아 (1955–1991)

### 반소련 마르크스-레닌주의 국가

1980년 공산주의 국가 정렬 : 친소련 (빨간색), 친중 (노란색), 비동맹 북한과 유고슬라비아 (검은색), 소말리아는 1977년까지 친 소련이었다. 캄보디아 (캄푸 체아)는 1979년까지 친중국이었다.

일부 공산주의 국가는 소비에트 연방의 많은 정책을 비판했다. 관계는 종종 냉각되었으며 때로는 무력 충돌 직전까지 가기도 했다.
- 알바니아 (1955–1991)
- 캄보디아 (1975–1979)
- 중화인민공화국 (1956–1991)
- 루마니아 (1968–1989)
- 유고슬라비아 (1948–1991)

## 중립국
핀란드의 위치는 복잡했다. 제 2차 세계대전에서 핀란드는 1940년 모스크바 평화 조약에 서명한 후 1941년에 나치 독일의 동맹국으로서 소련을 공격하기로 결정했다. 핀란드에서는 계속 전쟁으로 알려져 있다. 전쟁이 끝났을 때 핀란드는 권력을 잃었에도 불구하고 여전히 대부분의 영토를 장악했다. 핀란드는 또한 시장 경제를 가지고 있었고 서구 시장에서 경제활동을 하고 서구 통화 체제에 합류했다. 그럼에도 불구하고 핀란드는 중립국으로 간주되었지만 1948년 핀란드-소련 조약은 핀란드 외교 정책에서 운영의 자유를 크게 제한했다. 핀란드는 소련과 전쟁을 해야했으며, 이로 인해 소련이 핀란드가 NATO에 가입하는 것을 막았고 소련이 핀란드 외교 정책에 대해 거부권을 행사하게 된다. 따라서 소련은 심지어 중립 국가까지 권력을 행사할 수 있다. 파시키비-케노넨 원칙은 소련과 우호 관계를 유지하기 위한 핀란드의 외교 정책으로서 광범위한 양자 무역이 발달했다. 서방에서 이것은 " 핀란드화 "의 확산에 대한 두려움으로 이어졌고 서방 동맹국들은 더 이상 미국과 나토를 지지하지 않을 수도 있었다.

## 소련 해체 이후의 탈소련화

### 우크라이나
탈 공산화와 탈냉전 과정은 1990년대 초 전직 고위 당 관리였던 우크라이나 레오니드 크라우추크 대통령에 의해 소련해체  직후 시작되었다. 1994년  대통령 선거를 거쳐 레오니드 쿠치마가 우크라이나 대통령이 되면서 이러한 과정은 거의 완전히 중단되었다.
2015년 4월, 공산주의 상징물을 불법화하는 법이 통과 된 후 우크라이나에서 공식적인 탈공산화 과정이 시작되었다.
2015년 5월 15일, 페트로 포로셴코 대통령은 공산주의 기념물 ( 제 2차 세계 대전 기념물 제외) 제거와 공산주의 관련 주제의 이름을 따서 명명된 공공 장소의 이름을 변경하기 위해 6개월 간의 계획을 시작하는 법률에 서명했다.  22개 도시 44개 마을이 새로운 이름을 갖게 됐다는 의미였다.  2015년 11월 21일까지 지방 자치 단체는 이를 시행할 권한이있었다.  그렇게하지 않으면 지방 당국은 2016년 5월 21일까지 이름을 변경해야했다.  그 날짜 이후에 해당 지역이 이전 이름을 유지했다면 우크라이나 정부는 해당지역에 새로운 이름을 부여 할 권한을 행사한다.  2016년에는 51,493 개의 거리와 987개의 도시와 마을의 이름이 바뀌었고 1,320 개의 레닌 기념비 와 1,069개의 다른 공산주의 인물 기념비가 제거되었다.
우크라이나는 오늘날까지 소련과 러시아 정치 권력의 영향을 가장 많이받은 국가 중 하나였다. 41 세의 코미디언 볼로디미르 젤렌스키는 2019년 4월 21일 우크라이나 대통령에 당선되었다. 젤렌스키는 2004년부터 우크라이나 정치계에 입문하였으며 그 이후로 다른 직책에 임명된 전임자 페트로 포로셴코의 자리를 차지하지 않았다. 젤렌스키 대통령은 당선 이후 러시아와의 긴밀한 관계를 추구하려는 시도와 러시아를 돕고 있는 것으로 여겨지는 도네츠크와 루한스크 지역에 논란의 여지가 있는 자치법 승인으로 인한 논란으로 비판받았다. 그러나 민스크 실행 조치에 따르면 우크라이나 정부는 2015년까지 헌법에 도네츠크와 루한스크 지역의 자치적 지위를 명시해야 한다는 점에 유의해야한다.

### 폴란드
2018년 폴란드는 소련 점령자들을 위해 세워진 조각상을 계속해서 철거하는 프로젝트를 진행하고 있다.   폴란드는 자신과 같은 위성 국가에서 소비에트 문화의 지배에 대한 반작용적 접근을 통해 이러한 급진적 조치를 정당화했다.  이와 함께 뜨거운 논쟁을 일으킨  러시아 외교장관 세르게이 라브로프와 러시아 외무부의 마리아 자카로바는 두나라의 화합을 파괴한다고 비난했다. 반면에 폴란드는 자국 영토를 침공하려는 러시아 제국주의와의 전쟁이 있었기 때문에 소련에 대한 상징물을 제거하려고 노력하고 있다.

### 체코 공화국
2020년 4월, 소련 원수 이반 스테파노비치 코네프의 동상이 프라하에서 철거되어, 이를 모욕으로 간주한 러시아 당국은 수사에 착수했다. 프라하의 온데라이 콜라르시장은 Prima 텔레비전에서 러시아 남성이 경찰의 보호를받을 것이라고 발표했다. 안드레이 바비시 총리는 이를 외국의 간섭으로 비난 한 반면, 크렘린 기자 드미트리 페스코프는 러시아의 개입 혐의를 "가짜뉴스"로 일축했다.

## 같이 보기
- 제국주의
  - 미국 제국주의
  - 사회제국주의
  - 중화사상
- 반러 감정
- 코민포름
- 공산국가
- 악의 제국
- 중소 분쟁

## 읽을 거리
- - Crozier, Brian. The Rise and Fall of the Soviet Empire (1999),  long detailed popular history.
  - Dallin, David J. Soviet Russia and the Far East (1949) online on China and Japan.
  - Friedman, Jeremy. Shadow Cold War: The Sino-Soviet Competition for the Third World (2015).
  - Librach, Jan. The Rise of the Soviet Empire: A Study of Soviet Foreign Policy (Praeger, 1965) online free, a scholarly history.
  - Nogee,  Joseph L. and Robert  Donaldson. Soviet Foreign Policy Since World War II  (4th ed. 1992).
  - Service, Robert. Comrades! A history of world communism (2007).
  - Ulam, Adam B. Expansion and Coexistence: Soviet Foreign Policy, 1917–1973, 2nd ed. (1974), a standard scholarly history  online free.
  - Zubok, Vladislav M. A Failed Empire: The Soviet Union in the Cold War from Stalin to Gorbachev (2007) excerpt and text search.